# Candela Peña
Pour les articles homonymes, voir Peña (homonymie).
Candela Peña, de son vrai nom María del Pilar Peña Sánchez, est une actrice espagnole née le 14 juillet 1973 à Gavà (comarque du Baix Llobregat, province de Barcelone). 
Elle est lauréate de trois Goyas et d'un Gaudí.

## Biographie
Fille unique d'un couple andalou tenant un bar à Gavà (province de Barcelone), elle suit des cours de danse de 4 à 17 ans. À la fin de ses études secondaires, elle étudie le théâtre à Barcelone, Séville puis Madrid. Imanol Uribe lui offre son premier rôle au cinéma dans Días contados, sorti en 1994 et pour lequel elle est obtient ses deux premières nominations aux Goyas. Son rôle de Nina, comédienne lesbienne toxicomane, dans Tout sur ma mère, contribue à la rendre célèbre au niveau international. Pedro Almodóvar l'encourage en outre à publier en 2001 Pérez Príncipe, María Dolores, roman sur la perte de l'adolescence.
Elle remporte trois Goyas par la suite : celui de la meilleure actrice pour son rôle de la prostituée Caye dans Princesas de Fernando León de Aranoa en 2005, et celui de meilleure actrice dans un second rôle pour Ne dis rien d'Icíar Bollaín en 2003 et Les Hommes ! De quoi parlent-ils ? de Cesc Gay en 2012.
Durant la décennie 2010, elle obtient ses premiers rôles hors d'Espagne (pour des réalisations de la française Alix Delaporte et de l'italienne Cristina Comencini) et fait ses débuts au théâtre.
En 2024, elle joue le rôle de Rosario Porto Ortega, la mère dans L'Affaire Asunta, série télévisée inspirée de l'affaire Asunta Basterra, infanticide perpétré en 2013 près de Saint-Jacques-de-Compostelle qui a ému toute l'Europe. Elle est nommée à la 12e cérémonie des prix Feroz pour ce rôle.

## Filmographie partielle

### Cinéma
- 1994 : Días contados d'Imanol Uribe - Vanessa
- 1995 : Coucou, tu es seule ? d'Icíar Bollaín - Trini
- 1995 : Bouche à bouche (Boca a boca) de Manuel Gómez Pereira - Tanya
- 1999 : Tout sur ma mère de Pedro Almodóvar : Nina
- 2003 : Torremolinos 73 de Pablo Berger - Carmen
- 2003 : Ne dis rien d'Icíar Bollaín - Ana
- 2005 : Princesas de Fernando León de Aranoa - Caye
- 2012 : Les Hommes ! De quoi parlent-ils ? de Cesc Gay - Mamen
- 2013 : Ayer no termina nunca d'Isabel Coixet - C.
- 2014 : Le Dernier Coup de marteau d'Alix Delaporte - María
- 2014 : Las ovejas no pierden el tren d'Álvaro Fernández Armero - Sara
- 2016 : Kiki : l'amour en fête de Paco León - Candela
- 2019 : Les Coming Out d'Ángeles Reiné -  Perla
- 2020 : Le mariage de Rosa de Icíar Bollaín - Rosa

### Télévision
- 1992 : Sputnik TV - Elle-même
- 1995 : Mar de dudas - Manuela
- 1999 : Ellas son asi - Extra
- 2016 : Web Therapy - Gema López Ibáñez
- 2019 - 2021 : Hierro de Jorge Coira (es) - Candela Montes[4]
- 2019 - actuellement : La Resistencia - Elle-même
- 2021 : Maricón perdido : La mère
- 2024: L'Affaire Asunta : Rosario Porto

## Distinctions
- Goyas 2004 : meilleure actrice dans un second rôle pour Ne dis rien
- Goyas 2006 : meilleure actrice pour Princesas
- Goyas 2013 : meilleure actrice dans un second rôle pour Les Hommes ! De quoi parlent-ils ?